# Apanteles subemarginatus
Apanteles subemarginatus är en stekelart som beskrevs av Abdinbekova 1969. Apanteles subemarginatus ingår i släktet Apanteles och familjen bracksteklar. Inga underarter finns listade i Catalogue of Life.